# Lokomotyw Charkiw
Lokomotyw Charkiw (ukrainisch Локомотив Харків; russisch Локомотив Харьков Lokomotiw Charkow; zum Teil Schreibung auch Lokomotiv Charkiw/Charkow) ist ein ukrainischer Männer-Volleyballverein aus Charkiw. Der Verein wurde 1973 gegründet und spielt seit 1992 in der ukrainischen Superliga sowie von 2011 bis 2014 auch in der russischen Superliga.
Bereits zur Zeit der Sowjetunion spielte Lokomotyw Charkiw (Lokomotiw Charkow) in der obersten Liga. Die beste Platzierung erreichte man 1978 als Dritter. In der ukrainischen Superliga spielt Lokomotyw von Beginn an in der Spitzengruppe und wurde zwölfmal Meister sowie neunmal Pokalsieger. Im europäischen Top Teams Cup wurde man 2003 Zweiter und 2004 sogar Sieger. 2004/05 nahm man an der Champions League teil, schied aber bereits nach der Vorrunde aus. Seitdem spielt Lokomotyw durchgehend im CEV-Pokal bzw. im Challenge-Cup.